# Fear of Music
Az 1979-es Fear of Music a Talking Heads harmadik nagylemeze. Az Egyesült Államokban a 21. helyig jutott a Billboard 200 listán, míg a brit albumlistán a 33. helyig. 1985-ben kapta meg az arany minősítést Amerikában. Szerepel az 1001 lemez, amit hallanod kell, mielőtt meghalsz című könyvben.

## Az album dalai
| 1. | I Zimbra            | David Byrne, Brian Eno, Hugo Ball                  | 3:09 |
| 2. | Mind                | Byrne                                              | 4:13 |
| 3. | Paper               | Byrne                                              | 2:39 |
| 4. | Cities              | Byrne                                              | 4:10 |
| 5. | Life During Wartime | Byrne, Chris Frantz, Jerry Harrison, Tina Weymouth | 3:41 |
| 6. | Memories Can't Wait | Byrne, Harrison                                    | 3:30 |

| 1. | Air             | Byrne           | 3:34 |
| 2. | Heaven          | Byrne, Harrison | 4:01 |
| 3. | Animals         | Byrne           | 3:30 |
| 4. | Electric Guitar | Byrne           | 3:03 |
| 5. | Drugs           | Byrne           | 5:10 |

## Közreműködők

### Talking Heads
- David Byrne – ének, gitár
- Jerry Harrison – gitár, billentyűk, háttérvokál
- Tina Weymouth – basszusgitár, háttérvokál
- Chris Frantz – dob

### További zenészek
- Brian Eno – háttérvokál
- The Sweetbreaths – háttérvokál az Airen
- Julie Last – háttérvokál az I Zimbra-n
- Robert Fripp – gitár az I Zimbra-n
- Ari – konga az I Zimbra-n és a Life During Wartime-on
- Gene Wilder – konga az I Zimbra-n és a Life During Wartime-on

## Fordítás
Ez a szócikk részben vagy egészben a Fear of Music (album) című angol Wikipédia-szócikk ezen változatának fordításán alapul.  Az eredeti cikk szerkesztőit annak laptörténete sorolja fel. Ez a jelzés csupán a megfogalmazás eredetét és a szerzői jogokat jelzi, nem szolgál a cikkben szereplő információk forrásmegjelöléseként.